# Inopeplus
Inopeplus es un género de coleóptero de la familia Salpingidae.

## Especies
Las especies de este género son:
- Inopeplus abdominalis
- Inopeplus albonotatus
- Inopeplus andamanicus
- Inopeplus apatani
- Inopeplus assistans
- Inopeplus bicolor
- Inopeplus bifossulatus
- Inopeplus biguttatus
- Inopeplus biocellatus
- Inopeplus borneensis
- Inopeplus centralis
- Inopeplus concolor
- Inopeplus darutyi
- Inopeplus decellei
- Inopeplus decisus
- Inopeplus distinctus
- Inopeplus fusciipennis
- Inopeplus immunda
- Inopeplus insularis
- Inopeplus jairajpurii
- Inopeplus jugularis
- Inopeplus metallescens
- Inopeplus mimetes
- Inopeplus mutchleri
- Inopeplus natalensis
- Inopeplus nigricorpus
- Inopeplus nitidus
- Inopeplus oeneomicans
- Inopeplus olliffi
- Inopeplus patkoicus
- Inopeplus praeustus
- Inopeplus puncticeps
- Inopeplus quadrinotatus
- Inopeplus reclusa
- Inopeplus sauteri
- Inopeplus striatulus
- Inopeplus syozoi
- Inopeplus terminqtus
- Inopeplus uenoi
  - Inopeplus uenoi ohbayashii
  - Inopeplus uenoi uenoi
- Inopeplus violaceipennis
- Inopeplus wolcotti
- Inopeplus zairensis